# Charinus loko
Espèce
Charinus loko est une espèce d'amblypyges de la famille des Charinidae.

## Distribution
Cette espèce est endémique de la zone de l'Ouest en Sierra Leone. Elle se rencontre au sud de Freetown.

## Description
La carapace de la femelle holotype mesure 3,88 mm de long sur 5,63 mm et celle de la femelle paratype 3,90 mm de long sur 5,88 mm.

## Étymologie
Cette espèce est nommée en l'honneur des Lokos.

## Publication originale
- Miranda, Giupponi, Prendini & Scharff, 2021 : « Systematic revision of the pantropical whip spider family Charinidae Quintero, 1986 (Arachnida, Amblypygi). » European Journal of Taxonomy, no 772, p. 1–409 (texte intégral).